# Departure〜新たな船出
『Departure〜新たな船出』（ディパーチャー〜あらたなふなで）は、「海上自衛隊東京音楽隊（指揮：植田哲生） 三宅由佳莉 橋本晃作」のCDアルバム。2023年8月30日にユニバーサルミュージック合同会社から発売された。

## 概要
東日本大震災で被災した人々を激励するために作成された海上自衛隊東京音楽隊のオリジナル曲『祈り～a prayer』を収録したヒットアルバム『祈り〜未来への歌声』のリリース（2013年）から10年の節目となる作品で、『祈り～a prayer』はソプラニスタ岡本知高とのデュエット・バージョンで『祈り～a prayer 2023』として新録音・収録された。また、横須賀音楽隊所属のヴォーカリスト中川麻梨子も参加し、東京音楽隊にとっては6年振りとなる「歌と吹奏楽」によるヴォーカル三宅由佳莉、橋本晃作のフィーチャリングアルバム。
“三宅由佳莉（海上自衛隊東京音楽隊所属）”名義、特典DVD付でリリースされた。

## 収録内容
収録曲（CD）
1. 君の知らない物語
  - 作詞・作曲：ryo
  - 編曲：山本雅一
2. ライオン
  - 作詞：GABRIELA ROBIN
  - 作曲：菅野よう子
  - 編曲：山本雅一
3. 悪魔の子
  - 作詞・作曲：ヒグチアイ
  - 編曲：佐藤丈治
4. さよならの夏
  - 作詞：万里村ゆき子
  - 作曲：坂田晃一
  - 編曲：太田紗和子
5. 祈り～a prayer 2023
  - 作詞・作曲・編曲：河邊一彦[注 4]
6. 世界の約束
  - 作詞：谷川俊太郎
  - 作曲：木村弓
  - 編曲：荒木美佳
7. 瑠璃色の地球
  - 作詞：松本隆
  - 作曲：平井夏美
  - 編曲：義野裕明
8. 糸
  - 作詞・作曲：中島みゆき
  - 編曲：岩間俊之
9. 小さな空[注 5]
  - 作詞・作曲：武満徹
10. 宇宙戦艦ヤマト
  - 作詞：阿久悠
  - 作曲：宮川泰
  - 編曲：小野寺雄大
11. 旅立ちの時
  - 作詞：ドリアン助川
  - 作曲：久石譲
  - 編曲：山本雅一
12. 誰も寝てはならぬ（プッチーニ：歌劇《トゥーランドット》より）
  - 作曲：プッチーニ
  - 編曲：藤田翔吾

- 指揮
  - 植田哲生（東京音楽隊長2等海佐）

- 歌唱
  - 1～9, 11 - 三宅由佳莉（2等海曹）※11 - Vo.橋本 Cho.三宅
  - 3, 10～12 - 橋本晃作（2等海曹）
  - 2 - 中川麻梨子（海上自衛隊横須賀音楽隊所属 3等海曹）※三宅とのデュエット
  - 5 - 岡本知高（ソプラニスタ）※三宅とのデュエット

### 特典DVD
- 祈り～a prayer 2023（岡本知高（ソプラニスタ）とのデュエット・バージョン）メイキング映像
- アルバム・ダイジェスト映像